# Órbita cemitério

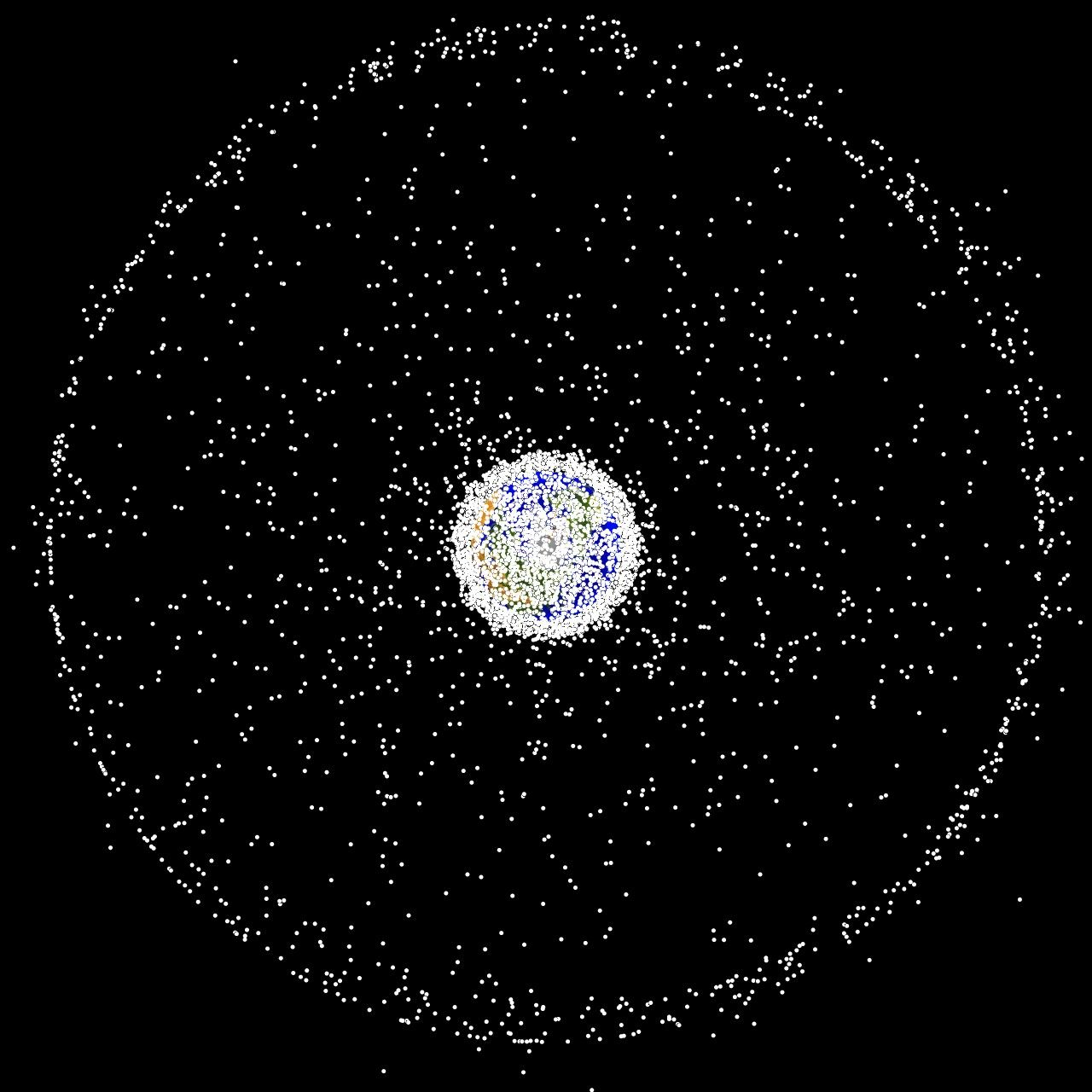
Posição dos detritos espaciais conhecidos

Órbita cemitério, também chamada, órbita de refugo ou órbita de descarte, é uma órbita significativamente acima das órbitas geossíncronas, ou seja, um tipo bem específico de órbita supersíncrona, onde as espaçonaves são colocadas intencionalmente ao final da sua vida útil. É um procedimento adotado para minimizar a probabilidade de colisão de detritos com espaçonaves operacionais gerando ainda mais detritos.
Uma órbita cemitério é usada quando a alteração de velocidade necessária para retirar uma espaçonave de órbita é muito grande. Retirar um satélite de uma órbita geoestacionária requer uma velocidade de 1 500 m/s, enquanto reposicionar esse mesmo satélite numa órbita cemitério requer uma velocidade de apenas 11 m/s. Apesar da maioria dos operadores de satélites tentarem efetuar a transferência para a órbita cemitério ao final da vida útil, apenas um terço deles consegue sucesso na manobra.
Para conseguir obter uma licença para fornecer serviços de telecomunicação nos Estados Unidos, a Federal Communications Commission (FCC) exige que todos os operadores de satélites geoestacionários lançados depois de 18 de Março de 2002 se comprometam a reposicioná-los para uma órbita cemitério ao final de sua vida útil.

## Visão geral
Uma órbita de cemitério é usada quando a mudança na velocidade necessária para realizar uma manobra de saída de órbita é muito grande. A retirada de órbita de um satélite geoestacionário requer um delta-v de cerca de 1 500 metros por segundo (4 900 pés / s), enquanto reorbitá-lo para uma órbita cemitério requer apenas cerca de 11 metros por segundo (36 pés / s).
Para satélites em órbita geoestacionária e órbitas geossíncronas, a órbita do cemitério está algumas centenas de quilômetros além da órbita operacional. A transferência para uma órbita cemitério além da órbita geoestacionária requer a mesma quantidade de combustível que um satélite precisa para cerca de três meses de manutenção da estação. Também requer um controle de atitude confiável durante a manobra de transferência. Embora a maioria dos operadores de satélites planeje realizar tal manobra no final da vida operacional de seus satélites, até 2005 apenas cerca de um terço foi bem-sucedido. Dado o valor econômico das posições em altitude geossíncrona, a menos que a falha prematura da espaçonave o impeça, os satélites são movidos para uma órbita cemitério antes do descomissionamento.
De acordo com o Comitê Interagências de Coordenação de Detritos Espaciais (IADC), a altitude mínima recomendada do perigeu {\displaystyle \Delta {H}} além da órbita geoestacionária é
{\displaystyle \Delta {H}=235{\mbox{ km}}+C_{\mathrm {R} }{\frac {A\left[\mathrm {m} ^{2}\right]}{m\left[\mathrm {kg} \right]}}\cdot 1000{\mbox{ km}}}
onde
{\displaystyle C_{\mathrm {R} }} é o coeficiente de pressão de radiação solar do satélite, cujo valor está entre 1 (para absorção) e 2 (para reflexão especular),
{\displaystyle A} é sua área de aspecto,
{\displaystyle m} é a sua massa.
Esta fórmula inclui 200 quilômetros (120 milhas) para a zona protegida por GEO para também permitir manobras de órbita em GEO sem interferência com a órbita do cemitério. Outros 35 quilômetros (22 milhas) de tolerância devem ser permitidos para os efeitos de perturbações gravitacionais (principalmente solares e lunares). A parte restante da equação considera os efeitos da pressão da radiação solar, que depende dos parâmetros físicos do satélite.
Para obter uma licença para fornecer serviços de telecomunicações nos Estados Unidos, a Federal Communications Commission (FCC) exige que todos os satélites geoestacionários lançados após 18 de março de 2002 se comprometam a se mover para uma órbita cemitério no final de suas vidas operacionais. As regulamentações do governo dos EUA exigem um impulso, de cerca de 300 km (186 milhas). Em 2023, a DISH recebeu a primeira multa da FCC por não tirar de órbita seu satélite EchoStar VII de acordo com os termos de sua licença. 
Uma espaçonave movida para uma órbita cemitério normalmente será passivada.
Objetos não controlados em uma órbita quase geoestacionária [da Terra] (GEO) exibem um ciclo de 53 anos de inclinação orbital devido à interação da inclinação da Terra com a órbita lunar. A inclinação orbital varia ± 7,4°, até 0,8°pa.

## Órbita de descarte
Embora a órbita padrão do cemitério de satélites geossíncronos resulte em uma vida orbital esperada de milhões de anos, o número crescente de satélites, o lançamento de microssatélites e a aprovação da FCC de grandes megaconstelações de milhares de satélites para lançamento até 2022 exigiram novas abordagens para a desorbitação para garantir a remoção antecipada dos objetos assim que atingissem o fim da vida útil. Ao contrário das órbitas cemitério GEO que exigem três meses de combustível (delta-V de 11 m/s) para serem alcançadas, grandes redes de satélites em LEO requerem órbitas que decaem passivamente na atmosfera da Terra. Por exemplo, tanto a OneWeb quanto a SpaceX se comprometeram com as autoridades reguladoras da FCC de que os satélites desativados decairão para uma órbita mais baixa – uma órbita de descarte – onde a altitude orbital do satélite decairia devido ao arrasto atmosférico e, em seguida, reentraria naturalmente na atmosfera e queimaria dentro de um ano após o fim da vida útil.